# Bena (genre)
Pour les articles homonymes, voir Bena.
Genre
Bena est un genre de lépidoptères de la famille des Nolidae, de la sous-famille des Chloephorinae, de la tribu des Chloephorini.
On le trouve en Europe.

## Systématique
Le genre a été décrit par l'entomologiste allemand Gustav Johan Billberg en 1820. L'espèce type pour le genre est Bena bicolorana.

### Synonymie
- Hylophila Hübner, 1825
- Hylophilina Warren, 1913

### Liste des espèces
- Bena africana
- Bena bicolorana